# Scelio bisectus
Scelio bisectus är en stekelart som beskrevs av Jean-Jacques Kieffer 1914. Scelio bisectus ingår i släktet Scelio och familjen Scelionidae. Inga underarter finns listade i Catalogue of Life.